# Беч (гмина)
Беч (пол. Biecz) — городско-сельская гмина (волость) в Польше, входит как административная единица в Горлицкий повет, Малопольское воеводство. Население 16 989 человек (на 2004 год).

## Демография
| Перепись                       | Всего   | Всего | Женщины | Женщины | Мужчины | Мужчины |
| ------------------------------ | ------- | ----- | ------- | ------- | ------- | ------- |
| Единицы                        | человек | %     | человек | %       | человек | %       |
| Население                      | 16 989  | 100   | 8659    | 51      | 8330    | 49      |
| Плотность населения (чел./км²) | 171,1   | 171,1 | 87,2    | 87,2    | 83,9    | 83,9    |

## Населённые пункты
Бабинец, Бинарова, Бугай, Буковина, Вельки-Поток, Вильчак, Выгон, Вырембы, Глембока, Грудка-Кемпска, Гурна-Нива, Дзял, Дольна-Нива, Жеки, Загоже, Заропе, Зелёна-Улица, Каменец, Колония-Либуша, Конты, Корчина, Лехове-Потоки, Либуша, Масьлюховице, Нагуже, Падолы, Пастерник, Пекло, Писажувка, Подскале, Поля, Пулроле, Раславице, Рожновице, Рувне, Рувня, Сервонец, Ситница, Стависка, Стшишин, Украина, Фирлитувка, Фишты, Фортепян, Чижувка, Щеголины, Яникувка.

## Соседние гмины
1. Гмина Горлице
2. Гмина Липинки
3. Гмина Мощеница
4. Гмина Жепенник-Стшижевски
5. Гмина Сколышин
6. Гмина Шежины